# Antonio Rodríguez Huéscar
Pour les articles homonymes, voir Rodríguez et Huéscar (homonymie).
Antonio Rodríguez Huéscar, né le 13 avril 1912 à Fuenllana et mort le 29 avril 1990 à Madrid, est un philosophe espagnol, personnalité de la République espagnole.

## Biographie
Né à Fuenllana, dans la province de Ciudad Real, il étudie la philosophie à l'université centrale de Madrid, avec notamment José Ortega y Gasset. Il y fréquente notamment Julián Marías et Manuel Granell, alors jeunes étudiants, également élèves de José Ortega y Gasset.
Sous la République espagnole, il est l'un des passagers de la célèbre croisière universitaire en Méditerranée, partie du port de Barcelone en juin 1933, à laquelle participe de nombreux universitaires républicains.
En 1937, durant la guerre d'Espagne, il est au service de l'Armée populaire de la République, dans la ville martyre de Belchite, ravagée et détruite par l'aviation italienne, considérée comme l'Oradour-sur-Glane espagnole.
Lors de l'arrivée au pouvoir des nationalistes, en 1939, il entre, selon l'expression consacrée, dans l'Exil intérieur, étant antifranquiste tout en vivant sous la dictature.

## Postérité
Antonio Rodríguez Huéscar défend l'œuvre de son professeur José Ortega y Gasset durant toute sa vie, que ce soit durant l'Espagne franquiste ou la Transition démocratique. Il décède dans la ville de Madrid le 29 avril 1990.